# Kustaa Vilkuna
Kustaa Gideon Vilkuna, né le 26 octobre 1902 à Nivala et décédé le 6 avril 1980 à Kirkkonummi, est un académicien, ethnologue, linguiste et historien finlandais.

## Biographie
Il a occupé de nombreux postes de confiance et politiques, dont un le poste du ministère de l'éducation dans le cabinet de Reino Kuuskoski en 1958. Ayant eu une vue agraire sur la politique, Vilkuna fut un partisan d'Urho Kekkonen; il est même décrit comme "l'éminence grise" derrière lui. 
Vilkuna était employé par la Fondation finlandaise pour la recherche de dialectes (finnois : Sanakirjasäätiö) entre 1924 et il enseigna l'ethnographie finno-ougrienne à l'Université d'Helsinki depuis 1936, d'abord comme chargé de cours et de 1950 à 1959 comme professeur du sujet; de 1952 à 1957 aussi doyen de l'université.
En tant que scientifique, Kustaa Vilkuna a publié des thèses et des dissertations, par exemple de la tradition finlandaise autour les différentes saisons et fêtes en Vuotuinen ajantieto (1950), la culture matérielle et le rythme de vie dans le milieu agraire, les noms finlandais, l'origine de Kvènes, la pêche au saumon et plus encore. Un de ses plus grands travaux est Lohi (1974), qui présente la pêche au saumon dans le fleuve Kemijoki.